# Fearless Tour
Fearless Tour je prva koncertna turneja ameriške country pevke Taylor Swift. Turneja je bila del promocije za njen drugi glasbeni album, imenovan Fearless, ki je prejel šestkratno platinasto certifikacijo s strani organizacije RIAA. Na turneji so poleg nje nastopili tudi pevka Kellie Pickler in glasbena skupina Gloriana. Pevec Justin Bieber se je njeni turneji pridružil, ko je nastopala v Združenem kraljestvu. Med turnejo je Taylor Swift nastopila z glasbenimi gosti, kot so John Mayer, Faith Hill (22. maj 2010) in Katy Perry (15. april 2010).

## Aktivnosti pred turnejo
Pred začetkom turneje je Taylor Swift nastopila v treh oddajah v Združenih državah Amerike, vključno z razprodanim koncertom v areni Houston Livestock Show and Rodeo, kjer je nastopila pred 71.000 oboževalcev v marcu 2009. Taylor Swift je nastopila na mnogih koncertih v Veliki Britaniji in Avstraliji, vključno z dvema koncertoma v Shepherd's Bush Empire-u in Londonu.
Sredi lastne turneje je Taylor Swift začela z odprtimi koncerti z izbranimi citati Keitha Urbana iz njegove turneje Escape Together World Tour iz leta 2009.

## O turneji
Začetek turneje Fearless Tour so objavili 29. januarja 2009 preko uradne spletne strani Taylor Swift. Na začetku so v javnost prišle novice, da bo Taylor Swift v sklopu svoje turneje obiskala štiriinpetdeset mest v devetintridesetih različnih državah in provincah v Združenih državah Amerike in Kanadi. Pri njeni turneji naj bi se ji pridružili člani nove glasbene skupine, imenovane Gloriana in bivša tekmovalka resničnostne oddaje Ameriški idol, Kellie Pickler.
Turneja se je začela 23. aprila 2009 v Evansvilleu, Indiana v stadionu Roberts Stadium. V čast začetka razprodane turneje je predsednik mestnega sveta Evansvillea sredo, 23. aprila 2009 razglasil za »Dan Taylor Swift«.
Turneja vključuje teatralno prezentacijo grafike, nastavitve in vizualne elemente, ki jih je vse oblikovala Taylor Swift sama. En koncert je trajal več kot devetdeset minut in prikazuje Taylor Swift med igranjem na pet različnih kitar in klavir. Med koncerti se Taylor Swift velikokrat preobleče v različne kostume in nastopa pred sceno s pravljičnim gradom z več kot milijonom lumnov svetlobe.
V poznem juniju tistega leta je bilo potrjeno, da bo v sklopu turneje 23. novembra 2009 Taylor Swift nastopila v areni Wembley Arena v Londonu. Kakorkoli že, povedali so tudi, da na tistem koncertu ne bodo nastopili ne Kellie Pickler ne člani skupine Gloriana. Taylor Swift je kasneje potrdila še en koncert v Veliki Britaniji, natančneje v areni Manchester Evening News Arena, kjer je nastopila 24. novembra 2009. To je bil drugi in zadnji koncert v Veliki Britaniji. Nastopa v Wembleyju in Manchestru sta edina nastopa Taylor Swift v sklopu turneje Fearless Tour v Evropi. Kasneje so potrdili, da se bo Taylor Swift na koncertih v Veliki Britaniji pridružil pevec Justin Bieber. Med nastopom v areni Wembley Arena si je Justin Bieber zlomil nogo, med tem ko je nastopal s kiticami pesmi »One Time«, vendar je vseeno končal pesem. Kljub nesreči je Justin Bieber naslednjega dne potrdil, da bo vseeno nastopal na koncertu v Manchestru naslednjega dne, čeprav koncerta v Wembleyju ni mogel dokončati. Justin Bieber je nato zares nastopil na koncertu v Manchestru, kjer je zapel pesem »With You«, lastno verzijo pesmi Chrisa Browna. Po desetih minutah aplavza je Taylor Swift nastopila s pesmijo »Tim Mcgraw« in nato občinstvu povedala: »Vsakič, ko bom slišala besedo Manchester, se ne bom mogla nehati smehljati ... Obožujem vas!« Sodeč po nemški reviji bi Taylor Swift morala nastopiti na treh koncertih v Nemčiji.
30. septembra 2009 je Taylor Swift potrdila, da se bo vrnila v Avstralijo v februarju 2010, kjer bo v arenah zaigrala na novi seriji koncertov. 8. oktobra 2009 je Taylor Swift potrdila, da se bo serija končala 2. junija 2010, na koncu pa bo nastopila na sedemintridesetih dodatnih koncertih v Severni Ameriki. Potrdili so tudi, da bo Justin Bieber skupaj z njo nastopil tudi v stadionu Gillette Stadium 5. junija 2010.

## Aktivnosti med turnejo
V zadnjih intervjujih je Taylor Swift z ameriško najstniško revijo Twist dejala, da je pesmi za njen naslednji album pisala med turnejo, saj je bila »zasvojena s snemanjem«. Med turnejo je izdala singl »American Girl«, ki ga je posnela na Verizon's Mobile Recording Studio Bus. Je verzija originalne pesmi Toma Pettyja. Zdaj je pesem na voljo preko trgovin, kot so Rhapsody, iTunes Music Store ali Verizon Wireless Download Store.

## Seznam pesmi na koncertu

### Ostali izvajalci
- Gloriana (Severna Amerika in Avstralija)

1. How Far Do You Wanna Go/Go Your Own Way
2. If You're Leavin' (samo v Foxboru, Massachusetts)
3. You Said
4. Lead Me On
5. The Way It Goes
6. The World Is Ours Tonight (samo v Foxboru, Massachusetts)
7. Wild at Heart

- Kellie Pickler (Severna Amerika)

1. Best Days of Your Life
2. Things That Never Cross a Man's Mind
3. Rocks Instead Of Rice
4. Makin' Me Fall in Love Again
5. Didn't You Know How Much I Loved You
6. Don't You Know You're Beautiful
7. I Wonder
8. Red High Heels

- Justin Bieber (Velika Britanija in Foxboro, Massachusetts)

1. Love Me
2. Bigger
3. One Less Lonely Girl
4. Favorite Girl
5. Down To Earth
6. With You  (verzija Chrisa Browna)
7. One Time

### Taylor Swift
1. You Belong With Me
2. Our Song
3. Tell Me Why
4. Teardrops On My Guitar
5. Fearless
6. Forever and Always
7. Hey Stephen
8. Fifteen
9. Tim McGraw
10. White Horse
11. Love Story
12. The Way I Loved You
13. You're Not Sorry/What Goes Around...Comes Around
14. Picture to Burn
15. Change  (ne v Veliki Britaniji, Avstraliji ali Severni Ameriki)

- Dodatki

1. I'm Only Me When I'm With You (skupaj s Kellie Pickler in Gloriano, ne v Severni Ameriki)
2. Today Was a Fairytale (Avstralija in Severna Amerika)
3. Jump Then Fall(Foxboro, Massachusetts)
4. Should've Said No

### Ostale opombe
- S pesmijo "The Best Day" naj bi Taylor Swift originalno nastopala v Evansvilleu 23. aprila, vendar nazadnje ni.
- "Picture to Burn" naj bi Taylor Swift originalno nastopila kot del dodatnih pesmi, vendar so jo kasneje prestavili v večkrat izvedene pesmi.
- John Mayer je bil 22. maja poseben gost v koncertu v centru STAPLES Center. Skupaj s Taylor Swift je izvedel pesmi "Your Body Is a Wonderland" in "White Horse".[10]

- Faith Hill je bila 12. septembra poseben gost na koncertu v centru Sommet Center. Skupaj s Taylor Swift sta nastopili z njeno pesmijo "The Way You Love Me".
- Taylor Swift je med pesmijo "Love Story" v Fresnu, Kalifornija 10. aprila 2010 v centru Save Mart Center ujela ter raztrgala obleko in med tem hodila po gradu, ki je bil postavljen na glavnem odru. Med kitico "you were Romeo I was the scarlet letter" ("ti si bil Romeo, jaz sem bila šrklatno pismo") se je smejala.
- Taylor je skupaj s Katy Perry po nastopu s pesmijo "Today Was a Fairytale" na koncertu v Los Angelesu nastopila s pesmijo "Hot N Cold" (15. april 2010)
- Pesem Two Is Better Than One je bila izvedena v Brisbaneu, Avstralija
- Pesem The Best Day je bila izvedena v Molineu, Illinois, s čimer je Taylor Swift poskušala dokazati predanost svoji mami
- 25. maja 2010 in 26. maja 2010 so koncerte v Toyota Center v Houstonu, Teksas posneli in pretvorili v film Fearless Tour DVD.
- S pesmijo "Jump Then Fall" je Taylor Swift nastopila 5. junija 2010 v stadionu Gillette Stadium.

## Datumi turneje
| Datum              | Mesto                  | Država                  | Kraj                                 | Prodaja     | Udeležba      |
| ------------------ | ---------------------- | ----------------------- | ------------------------------------ | ----------- | ------------- |
| Severna Amerika    |                        |                         |                                      |             |               |
| 23. april 2009     | Evansville             | Združene države Amerike | Roberts Municipal Stadium            | 360.617 $   | 7.463/7.463   |
| 24. april 2009     | Jonesboro              | Združene države Amerike | ASU Convocation Center               | 340.328 $   | 2.822/7.822   |
| 25. april 2009     | St. Louis              | Združene države Amerike | Scottrade Center                     | 650.420 $   | 9.724/13.764  |
| 30. april 2009     | North Charleston       | Združene države Amerike | North Charleston Coliseum            | 398.154 $   | 8.751/8.751   |
| 1. maj 2009        | Jacksonville           | Združene države Amerike | Jacksonville Veterans Memorial Arena |             |               |
| 2. maj 2009        | Biloxi                 | Združene države Amerike | Mississippi Coast Coliseum           | 437.313 $   | 9.436/9.436   |
| Evropa             |                        |                         |                                      |             |               |
| 6. maj 2009        | London                 | Združeno kraljestvo     | Shepherd's Bush Empire               |             |               |
| 7. maj 2009        | London                 | Združeno kraljestvo     | Shepherd's Bush Empire               |             |               |
| Severna Amerika    |                        |                         |                                      |             |               |
| 14. maj 2009       | Spokane                | Združene države Amerike | Spokane Arena                        | 482.146 $   | 10.798/10.798 |
| 15. maj 2009       | Seattle                | Združene države Amerike | KeyArena                             | 528.637 $   | 12.061/12.061 |
| 16. maj 2009       | Portland               | Združene države Amerike | Rose Garden                          | 613.284     | 13.226/13.226 |
| 17. maj 2009       | Nampa                  | Združene države Amerike | Idaho Center                         | 413.622 $   | 8.970/8.970   |
| 21. maj 2009       | Phoenix                | Združene države Amerike | Jobing.com Arena                     | 647.923 $   | 13.052/13.052 |
| 22. maj 2009       | Los Angeles            | Združene države Amerike | STAPLES Center                       | 720.940 $   | 13.648/13.648 |
| 23. maj 2009       | Las Vegas              | Združene države Amerike | Mandalay Bay Events Center           | 551.051 $   | 8.311/8.311   |
| 24. maj 2009       | San Diego              | Združene države Amerike | San Diego Sports Arena               | 502.689 $   | 10.174/10.174 |
| 26. maj 2009       | Salt Lake City         | Združene države Amerike | EnergySolutions Arena                | 555.207 $   | 13.042/13.042 |
| 4. junij 2009      | Enterprise             | Združene države Amerike | Bama Jam Music Festival              |             |               |
| 11. junij 2009     | Kolumbija              | Združene države Amerike | Merriweather Post Pavilion           | 609.438 $   | 17.619/17.619 |
| 12. junij 2009     | Greensboro             | Združene države Amerike | Greensboro Coliseum                  | 690.959 $   | 14.641/14.641 |
| 24. junij 2009     | Oshkosh                | Združene države Amerike | Country USA Festival                 |             |               |
| 25. junij 2009     | Cadott                 | Združene države Amerike | Chippewa Valley - Country Fest       |             |               |
| 8. julij 2009      | Calgary                | Kanada                  | Pengrowth Saddledome                 |             |               |
| 9. julij 2009      | Edmonton               | Kanada                  | Commonwealth Stadium                 |             |               |
| 11. julij 2009     | Winnipeg               | Kanada                  | MTS Centre                           | 512.487 $   | 11.369/11.369 |
| 16. julij 2009     | Twin Lakes             | Združene države Amerike | Country Thunder Festival             |             |               |
| 17. julij 2009     | Columbus, Ohio         | Združene države Amerike | Value City Arena                     |             |               |
| 18. julij 2009     | Charleston             | Združene države Amerike | Charleston Civic Center              |             |               |
| 23. julij 2009     | Cheyenne               | Združene države Amerike | Cheyenne Frontier Days               |             |               |
| 24. julij 2009     | Rapid City             | Združene države Amerike | Rushmore Plaza Civic Center          |             |               |
| 25. julij 2009     | Minot                  | Združene države Amerike | North Dakota State Fair              |             |               |
| 7. avgust 2009     | Detroit Lakes          | Združene države Amerike | WE Fest                              |             |               |
| 9. avgust 2009     | Omaha                  | Združene države Amerike | Qwest Center Omaha                   |             |               |
| Evropa             |                        |                         |                                      |             |               |
| 22. avgust 2009    | Chelmsford             | Velika Britanija        | V Festival                           |             |               |
| 23. avgust 2009    | Chelmsford             | Velika Britanija        | V Festival                           |             |               |
| Severna Amerika    |                        |                         |                                      |             |               |
| 27. avgust 2009    | New York               | Združene države Amerike | Madison Square Garden                |             |               |
| 28. avgust 2009    | Uncasville             | Združene države Amerike | Mohegan Sun Arena                    | 296.306 $   | 7.090/7.507   |
| 29. avgust 2009    | University Park        | Združene države Amerike | Bryce Jordan Center                  |             |               |
| 30. avgust 2009    | Louisville             | Združene države Amerike | Kentucky State Fair                  |             |               |
| 3. september 2009  | Duluth                 | Združene države Amerike | Arena at Gwinnett Center             |             |               |
| 4. september 2009  | Greenville             | Združene države Amerike | BI-LO Center                         |             |               |
| 5. september 2009  | Charlotte              | Združene države Amerike | Time Warner Cable Arena              |             |               |
| 9. september 2009  | Lafayette              | Združene države Amerike | Cajundome                            |             |               |
| 10. september 2009 | Bossier City           | Združene države Amerike | CenturyTel Center                    |             |               |
| 11. september 2009 | Birmingham             | Združene države Amerike | BJCC Arena                           |             |               |
| 12. september 2009 | Nashville              | Združene države Amerike | Sommet Center                        |             |               |
| 25. september 2009 | Dallas                 | Združene države Amerike | American Airlines Center             |             |               |
| 26. september 2009 | North Little Rock      | Združene države Amerike | Verizon Arena                        |             |               |
| 27. september 2009 | Tulsa                  | Združene države Amerike | BOK Center                           |             |               |
| 1. oktober 2009    | Pittsburgh             | Združene države Amerike | Mellon Arena                         |             |               |
| 2. oktober 2009    | Grand Rapids           | Združene države Amerike | Van Andel Arena                      |             |               |
| 3. oktober 2009    | Cleveland              | Združene države Amerike | Quicken Loans Arena                  |             |               |
| 8. oktober 2009    | Indianapolis           | Združene države Amerike | Conseco Fieldhouse                   |             |               |
| 9. oktober 2009    | Chicago                | Združene države Amerike | Allstate Arena                       |             |               |
| 10. oktober 2009   | Chicago                | Združene države Amerike | Allstate Arena                       |             |               |
| 11. oktober 2009   | Minneapolis            | Združene države Amerike | Target Center                        |             |               |
| Evropa             |                        |                         |                                      |             |               |
| 23. november 2009  | London                 | Velika Britanija        | Wembley Arena                        |             |               |
| 24. november 2009  | Manchester             | Velika Britanija        | Manchester Evening News Arena        |             |               |
| Avstralija         |                        |                         |                                      |             |               |
| 4. februar 2010    | Brisbane               | Avstralija              | Brisbane Entertainment Centre        | 956.505 $   | 11.334/11.334 |
| 6. februar 2010    | Sydney                 | Avstralija              | Acer Arena                           | 2.030.640 $ | 27.030/27.030 |
| 7. februar 2010    | Sydney                 | Avstralija              | Acer Arena                           | 2.030.640 $ | 27.030/27.030 |
| 8. februar 2010    | Newcastle              | Avstralija              | Newcastle Entertainment Centre       | 555.396 $   | 7.180/7.180   |
| 10. februar 2010   | Melbourne              | Avstralija              | Rod Laver Arena                      | 1.627.510 $ | 23.493/23.493 |
| 11. februar 2010   | Melbourne              | Avstralija              | Rod Laver Arena                      | 1.627.510 $ | 23.493/23.493 |
| 12. februar 2010   | Adelaide               | Avstralija              | Adelaide Entertainment Centre        |             |               |
| Azija              |                        |                         |                                      |             |               |
| 17. februar 2010   | Tokio                  | Japonska                | Zepp                                 |             |               |
| Severna Amerika    |                        |                         |                                      |             |               |
| 4. marec 2010      | Tampa                  | Združene države Amerike | St. Pete Times Forum                 | 793.049 $   | 13.861/13.861 |
| 5. marec 2010      | Orlando                | Združene države Amerike | Amway Arena                          | 598.581 $   | 11.101/11.101 |
| 7. marec 2010      | Sunrise                | Združene države Amerike | BankAtlantic Center                  | 777.442 $   | 13.453/13.453 |
| 10. marec 2010     | Austin                 | Združene države Amerike | Frank Erwin Center                   | 642.705 $   | 11.928/11.928 |
| 11. marec 2010     | Dallas                 | Združene države Amerike | American Airlines Center             | 742.954 $   | 14.022/14.022 |
| 12. marec 2010     | Corpus Christi         | Združene države Amerike | American Bank Center                 | 501.169 $   | 8.423/8.423   |
| 18. marec 2010     | Filadelfija            | Združene države Amerike | Wachovia Center                      | 2.002.321 $ | 30.360/30.360 |
| 19. marec 2010     | Filadelfija            | Združene države Amerike | Wachovia Center                      | 2.002.321 $ | 30.360/30.360 |
| 20. marec 2010     | Charlottesville        | Združene države Amerike | John Paul Jones Arena                | 664.305 $   | 11.858/11.858 |
| 26. marec 2010     | Detroit                | Združene države Amerike | The Palace of Auburn Hills           | 1.711.591 $ | 29.145/29.145 |
| 27. marec 2010     | Detroit                | Združene države Amerike | The Palace of Auburn Hills           | 1.711.591 $ | 29.145/29.145 |
| 28. marec 2010     | Cincinnati             | Združene države Amerike | US Bank Arena                        | 645.592 $   | 11.208/11.208 |
| 31. marec 2010     | Oklahoma City          | Združene države Amerike | Ford Center                          | 675.184 $   | 11.795/11.795 |
| 1. april 2010      | Wichita                | Združene države Amerike | Intrust Bank Arena                   | 610.801 $   | 11.228/11.228 |
| 2. april 2010      | Kansas City            | Združene države Amerike | Sprint Center                        | 761.110 $   | 13.781/13.781 |
| 6. april 2010      | Denver                 | Združene države Amerike | Pepsi Center                         | 1.497.135 $ | 25.991/25.991 |
| 7. april 2010      | Denver                 | Združene države Amerike | Pepsi Center                         | 1.497.135 $ | 25.991/25.991 |
| 10. april 2010     | Fresno                 | Združene države Amerike | Save Mart Center                     | 649,488 $   | 11.706/11.706 |
| 11. april 2010     | San Jose               | Združene države Amerike | HP Pavilion at San Jose              |             |               |
| 15. april 2010     | Los Angeles            | Združene države Amerike | Staples Center                       | 1.736.197 $ | 27.518/27.518 |
| 16. april 2010     | Los Angeles            | Združene države Amerike | Staples Center                       | 1.736.197 $ | 27.518/27.518 |
| 29. april 2010     | Lexington              | Združene države Amerike | Rupp Arena                           | 1.024.223 $ | 17.966/17.966 |
| 30. april 2010     | Kolumbija              | Združene države Amerike | Colonial Life Arena                  | 755.475 $   | 13.429/13.429 |
| 1. maj 2010        | Raleigh                | Združene države Amerike | RBC Center                           | 752.303 $   | 13.895/13.895 |
| 6. maj 2010        | Des Moines             | Združene države Amerike | Wells Fargo Arena                    | 738.280 $   | 13.264/13.264 |
| 7. maj 2010        | Saint Paul             | Združene države Amerike | Xcel Energy Center                   | 846.111 $   | 14,914/14,914 |
| 8. maj 2010        | Moline                 | Združene države Amerike | i wireless Center                    | 610.668 $   | 10.641/10.641 |
| 12. maj 2010       | Newark                 | Združene države Amerike | Prudential Center                    | 1.742.669 $ | 26.065/26.065 |
| 13. maj 2010       | Newark                 | Združene države Amerike | Prudential Center                    | 1.742.669 $ | 26.065/26.065 |
| 14. maj 2010       | Uniondale              | Združene države Amerike | Nassau Veterans Memorial Coliseum    | 1.713.529 $ | 25.831/25.831 |
| 15. maj 2010       | Uniondale              | Združene države Amerike | Nassau Veterans Memorial Coliseum    | 1.713.529 $ | 25.831/25.831 |
| 20. maj 2010       | Ottawa                 | Kanada                  | Scotiabank Place                     |             |               |
| 21. maj 2010       | Toronto                | Kanada                  | Air Canada Centre                    |             |               |
| 22. maj 2010       | Toronto                | Kanada                  | Air Canada Centre                    |             |               |
| 25. maj 2010       | Houston                | Združene države Amerike | Toyota Center                        |             |               |
| 26. maj 2010       | Houston                | Združene države Amerike | Toyota Center                        |             |               |
| 1. junij 2010      | Washington, D.C.       | Združene države Amerike | Verizon Center                       |             |               |
| 2. junij 2010      | Washington, D.C.       | Združene države Amerike | Verizon Center                       |             |               |
| 5. junij 2010      | Foxboro, Massachusetts | Združene države Amerike | Gillette Stadium                     |             | 55.000/55.000 |

## Prodaja vstopnic
Vstopnice za turnejo Fearless Tour so se najprej začele prodajati zgodaj februarja leta 2009 in se prodale skoraj takoj. 6. februarja 2009 so se začele prodajati vstopnice za koncert 22. maja 2009 v Los Angelesu v centru Staples Center, ki so se prodale v dveh minutah. Vstopnice za mnoge koncerte, vključno s koncertom na Madison Square Garden, so se začele prodajati v naslednjem tednu in se prodale v eni minuti, s čimer je Taylor Swift postavila rekord za najbolje prodajane vstopnice. Po mnenju Stevea Tadlocka je Taylor Swift uspelo nekaj, kar je uspelo le še nekaterim glasbenim zvezdnikom v Fresnu, ki jim je preko centra Save Mart Center vstopnice uspelo prodati v »desetih minutah ali manj«.